# 영주시의 지질

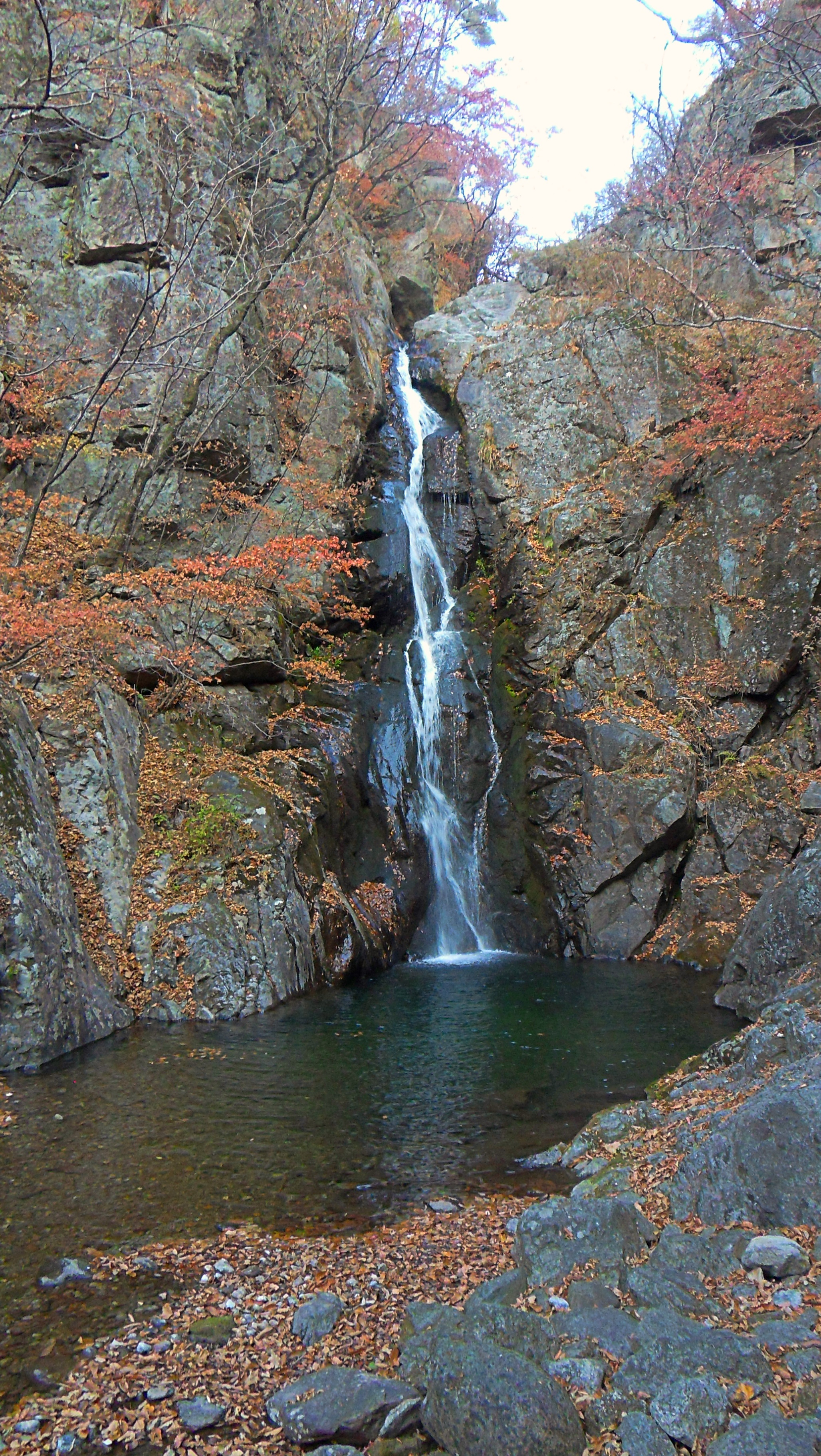
선캄브리아기 편마암 중에 발달하는 희방폭포

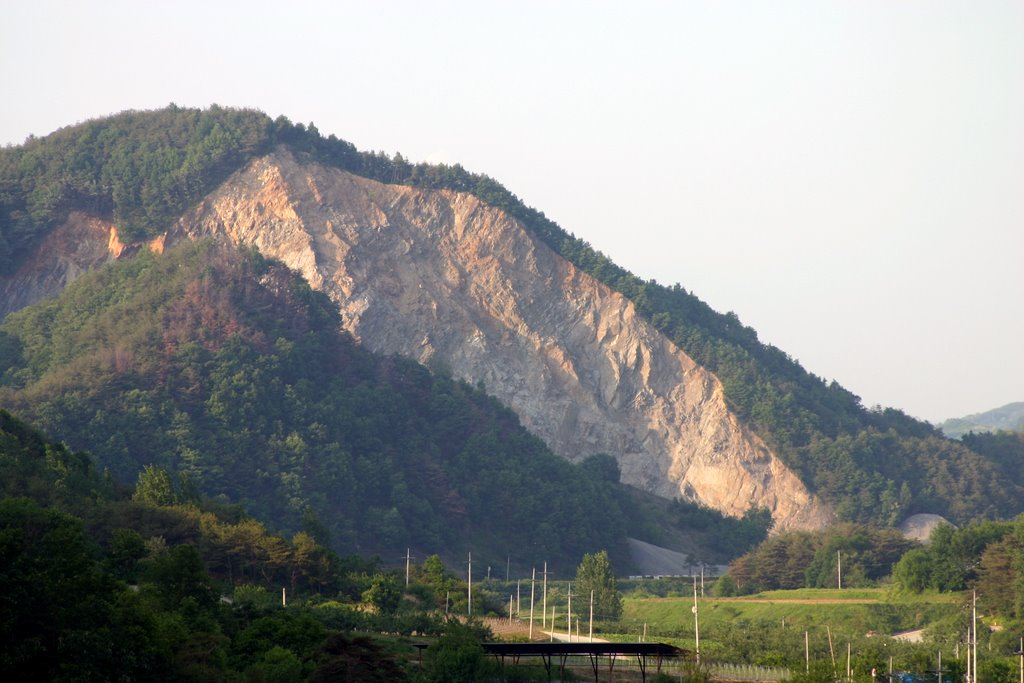
영주시 평은면 용혈리 부근의 산

본 문서에서는 대한민국 영남 지괴/영남 육괴에 위치한 경상북도 영주시의 지질에 대해 설명한다.

## 개요
영주시는 선캄브리아기에 형성된 영남 지괴/영남 육괴의 북부에 위치해 있어, 전 지역이 선캄브리아기의 변성암류와 중생대에 이를 관입한 화강암류로 구성되어 있다. 1:5만 지질도폭 상으로, 
- 옥동 지질도폭(1966) 남부 (부석면 남대리, 마구령)[2]
- 단양 지질도폭(1967) 동부 (풍기읍 서부, 봉현면 두산리, 희방사, 죽령, 소백산)[3]
- 풍기 지질도폭(1989) 전역 (순흥면, 단산면, 부석면, 안정면 북부, 조와동, 아지동, 창진동, 상망동)[4]
- 영주 지질도폭(1989) 중·북부 (영주시 시가지, 봉현면 동부, 안정면 남부, 장수면, 문수면, 이산면, 평은면)[5]

에 해당한다.

## 선캄브리아기
선캄브리아기의 변성암은 주로 북서부인 소백산 주변과, 예천전단대가 지나는 남동쪽 끝 지역에 분포한다. 북서부의 소백산 주변에 분포하는 소위 소백산변성암복합체는 편암류, 화강암질 편마암, 미그마타이트질 편마암 등 다양한 암석으로 구성되어 있으며, 선캄브리아기 이후 오랜 세월 동안 여러 차례의 광역 변성 작용을 받았다.

### 반상 변정질 편마암
반상 변정질 편마암(PCEpqn; Precambrian porphyroblastic gneiss, 斑狀 變晶質 片麻巖)은 단양군과의 경계 지역인 소백산 국립공원의 국망봉 일대에 대략 북동 방향으로 발달하는 암석으로, 주요 구성 광물은 석영, 사장석, 정장석, 흑운모 등이다.

### 흑운모 화강암질 편마암
흑운모 화강암질 편마암(Precambrian (biotite) granite gneiss, 黑雲母 花崗巖質 片麻巖)은 죽령에서 비로봉, 국망봉까지 단양군과의 경계 지역을 따라 발달하는 암석으로 반상 변정질 화강암과 암상이 매우 유사하다. 주요 구성 광물은 석영, 사장석, 정장석, 흑운모 등이다.

### 미그마타이트질 편마암
미그마타이트(혼성암)질 편마암Precambrian migmatite gneiss)은 소백산 남동부인 부석면 소천리에서 단산면 좌석리, 순흥면 덕현리, 풍기읍 삼가리, 죽령에 이르기까지 북동 방향으로 발달하는 미그마타이트질 암석이다. 죽령 단층 북부인 죽령 및 희방사 사이에서는 북동 45°의 주향을 가진다.

### 예천전단대변성퇴적암
영주시 평은면 남동부에는 예천전단대를 따라 북동-남서 방향으로 발달하는 선캄브리아기의 변성퇴적암류가 발달한다. 이 암석은 봉화군의 원남층으로 이어지며 암층의 두께는 1,500 m 이상으로 추정된다. 변성 퇴적암류를 구성하는 주요 암석은 호상 및 안구상 편마암, 혼상 화강편마암이며 여기에 석회규산염암, 흑운모/백운모 편암, 초압쇄암, 각섬암, 흑색 점판암, 및 대리암이 대상(帶狀) 분포하거나 소규모로 협재되어 있다.

## 중생대영주화강암
중생대에 관입한 화강암류는 영주시 시가지 지역을 포함한 동부 지역에 주로 분포한다. 영주 화강암, 또는 영주 저반(Yeongju Batholith)은 영남 육괴 북동부에 위치한 저반형 암체로 분포면적이 약 1,180km2에 달하는 대규모 암석이다. 흑운모 화강암, 반상편마상화강암 등 여러 가지 조성의 암석으로 구성되어 있어, 마그마에서 분화 과정이 반복적으로 일어난 것으로 추정된다. 
황상구 외(1999)는 영주 저반을 부석, 춘양, 장수 3개 심성암체와 6개 암상으로 구분하고 칼륨-아르곤 연대 측정을 실시하였다. 부석 심성암체는 약 1,0002의 면적을 차지하며 각섬석 흑운모 토날라이트(171.7±3.2 Ma, 쥐라기 바조시안~알레니안), 반상 흑운모 화강섬록암(166.7±3.1 Ma, 쥐라기 중기 바토니안~바조시안), 등립상 흑운모 화강섬록암(162.3±3.1 Ma, 쥐라기 중기 칼로비안~바토니안), 흑운모 화강암(167.1±3.1 Ma, 쥐라기 중기 바토니안~바조시안)으로 구성된다. 부석암체 중 토날라이트에서 엽리가 가장 뚜렷하게 나타나며 특히 부석 심성암체의 남측 경계인 예천전단대 부근에서는 전단대에 평행하게 북동 30~80°, 북서 50~70°의 압쇄엽리를 나타낸다. 부석 심성암체 내에는 변성암의 포획암이 나타난다.
영주 화강암은 영남 육괴 내에서도 지질학적으로 중요한 저반이나 보고된 연대측정 결과는 다르다. 진명석과 장보안(1999)은 220±20 Ma (트라이아스기~쥐라기 전기)의 Rb-Sr 연대와 185.4±3.5 Ma (트라이아스기 토아르시안~플리엔스바치안)의 K-Ar 연대를 보고하였다. 
박계헌 외(2006)는 지방도 제915호선 도로변(북위 36° 44′ 21″ 동경 128° 43′ 28″ / 북위 36.73917°  동경 128.72444° )에서 표품을 채취하여 U-Pb 연대측정을 실시하였다. 표품은 조립질이고 부분적으로 엽리가 발달하며 각섬석이 비교적 많은 화강섬록암질 암석이다. 238U/208Pb 연대는 171.3±2.3 Ma(트라이아스기 바조시안~알레니안)이며 앞서 진명석과 장보안이 보고한 Rb-Sr 연대는 잘못된 것으로 보았다.

### 흑운모 화강암
흑운모 화강암(biotite granite)은 부석면 남동부, 안정면, 시내지구, 이산면, 문산면 등 동부 지역에 넓게 분포하는 저반상의 심성암체로서 소위 영주 화강암체의 북동부에 해당한다. 본 암석은 풍화에 약하여 낮은 구릉지대를 이루고 있는 것이 특징이며 노두는 찾기 힘들다. 주요 구성 광물은 석영, 장석, 흑운모 등이다.

### 흑운모 각섬석 화강암
흑운모 각섬석 화강암은 부석면 용암리와 우곡리 일대에 소규모 발달하는 암석이다. 주 구성 광물은 석영, 미사장석, 흑운모, 각섬석 등이다.

## 단층
영주시 내에는 죽령을 중심으로 발달하는 죽령 단층과 남동부의 예천전단대를 중심으로 발달하는 소규모의 단층이 있다.

### 죽령 단층
죽령 단층은 죽령을 중심으로 중앙고속도로와 평행하게 북서 70°의 주향으로 발달하는 총 연장 23 km의 주향 이동성 단층이다. 단양군 지역에서 수평 낙차(변위)가 500m이며 동쪽으로 갈수록 증가하여 죽령역 부근에서는 1,800m에 달한다. 풍기읍 수철리에서는 지질도 상으로 미그마타이트(혼성암)질 편마암을 약 1.2 km 정도 변위시키고 있다.

### 예천전단대와 북북동 주향 단층
예천전단대(醴泉剪斷帶, Yecheon Shear Zone)는 영남 지괴 내에 존재하는 연장 100km, 너비 3.5km의 연성 전단대로, 상주시 지역에서 호남전단대에서 분리된 후 (동)북동-(서)남서 주향으로 예천군과 영주시 평은면~안동시 북후면 경계 지역을 지나 울진군까지 연장된다. 이 전단대는 평은면 동부 지역에서 북북동-남남서 방향 단층에 의해 절단된다. 이 북북동 주향의 단층은 안동시 북후면 옹천리에서 평은면 오운리까지 지방도 제915호선과 일치하게 발달하며 위성 사진으로도 명확히 보이는 뚜렷한 선형구조(lineamnet)를 형성한다.

## 같이 보기
- 한국의 지질
- 영남 지괴/영남 육괴
- 영주시